# Neo FreeRunner
Neo FreeRunner（開発コードネーム:GTA02）とはOpenMokoプロジェクトが開発しFICが製造したオープンソーススマートフォンである。最初に開発されたNeo 1973の後継機種として高いカスタマイズ需要に応えたものだった。
Neo FreeRunnerの出荷が始まったのは2008年6月24日で現在1台250ドルで販売されているが、5台注文すると1台200ドルに値下げされる。デバッグボードは99ドルである。
Neo FreeRunnerでは開発者向けリリースの携帯電話(Neo 1973)では搭載されなかった機能があり、802.11 b/g Wi-Fi、SMedia 3362 グラフィックアクセラレータ、2つの3D加速度計、Samsung 2442 SoC、256MBフラッシュメモリといった変更がなされた。

## 機能性
2008年8月現在のソフトウェアリビジョンはGSM携帯電話モジュールのみ確実に動作し、まだハードウェアには完全に機能するソフトウェアインタフェースが無い。ソフトウェア開発はX11下のQtopia、GTK、FSO、Debian間に分かれている。またOpenmokoのメインディストリビューションもSHRとFDOM (Fat and Dirty Openmoko)に分かれている。Openmokoが開発初期段階ソフトウェアの使用を望まないユーザーにしばしばQtopiaを推薦しておりFDOMは最新機能のテストや安定性を気にしない修正を求めるユーザーに需要がある。
またこの端末はInfernoを動作させることもでき、さらに少なくとも二人の異なる開発者によってAndroidも動作できるようになった。
OpenWrtもNeo FreeRunnerに対応している。